# Слепихин (хутор)
Слепихин — хутор в Обливском районе Ростовской области.
Входит в состав Нестеркинского сельского поселения.

## География
Рядом с хутором берёт своё начало река Берёзовая, приток Чира.
На хуторе имеется одна улица — Вербная.

## История
В годы Великой Отечественной войны в районе хутора вели бои части 62-й армии.

## Население
| 2010 |
| ---- |
| 14   |